# Grandes éxitos (Juan Luis Guerra)
Grandes Éxitos es el nombre del tercer álbum recopilatorio del artista dominicano Juan Luis Guerra. Fue lanzado al mercado en noviembre de 1995.
Este disco incluye éxitos de trabajos anteriores del artista dominicano desde Mudanza y Acarreo hasta Fogaraté e incluye el tema inédito "Señorita" grabado originalmente para la banda sonora de la película My Family.

## Lista de canciones
1. El costo de la vida
2. Rosalía
3. Woman del Callao
4. Visa para un sueño
5. Burbujas de amor
6. Ojalá que llueva café
7. Me enamoro de ella
8. Frío frío
9. Como abeja al panal
10. A pedir su mano
11. La bilirrubina
12. Carta de amor
13. Bachata Rosa
14. Guavaberry
15. La cosquillita
16. Si tú te vas
17. Señorita

- Datos: Q113621733